# Sen'kivka

Dettaglio della posizione del valico di frontiera a tre vie

Sen'kivka (in ucraino Сеньківка?) è un valico di frontiera terrestre a tre vie tra l'Ucraina con la Russia e la Bielorussia sul lato ucraino, appena a nord del villaggio di Sen'kivka, a Černihiv Raion, Oblast' di Černihiv.
È la parte ucraina del confine tra Novye Jurkoviči - Sen'kivka - Vesyalowka.

## Panoramica
Il checkpoint/incrocio si trovava sua strada regionale P13 (ora chiamata H28). Attraverso il confine sul lato russo c'è il posto di blocco Novye Jurkoviči (Oblast' di Brjansk), sul lato bielorusso c'è un posto di blocco Vesyalowka.
Il tipo di attraversamento è automobilistico di tipo internazionale (passeggeri e merci).
Il porto di ingresso appartiene alla dogana di Sen'kivka dell'area doganale di Černihiv.

## Punti di interesse
Nel 1975 fu eretta una stele "monumento dell'amicizia (Tre sorelle)", in russo монумент Дружбы ("Три сестры")?, monumento Družby ("Tri sestry"), coordinate: 52°06′43.7″N 31°46′53.37″E dove nel mese di giugno di ogni anno si svolgono numerosi festeggiamenti tra le persone della Repubblica di Bielorussia, dell'Ucraina e della Federazione Russa. Il monumento si trova a circa 0,5 km a nord del checkpoint.
Il 9 novembre 2012 a Sen'kivka è stato installato il primo posto di frontiera del confine di Stato dell'Ucraina con la Federazione Russa.
Il 13 novembre 2014 è stato installato il primo posto di frontiera del confine di Stato dell'Ucraina con la Bielorussia.
Nel 2014 l'accesso ai festival attraverso Vesyalowka e Novye Jurkoviči è stato chiuso ai visitatori ucraini.